# Maritime Launch Services
Maritime Launch Services (MLS) — канадська компанія з космічних транспортних польотів, заснована у 2016 році зі штаб-квартирою в Новій Шотландії, Канада. MLS буде покладатися на українські ракети «Циклон-4М» виробництва КБ «Південне» для запуску на полярну і сонячну синхронну орбіту з Кансо, Нова Шотландія. MLS-це спільне підприємство трьох американських фірм.

## Стартовий майданчик
14 березня 2017 року MLS обрала Кансо в Новій Шотландії, в якості комерційного пускового комплексу зі стартовим майданчиком MLS. MLS подала заявку на оренду 15 гектарів землі за межами міста від провінційного департаменту природних ресурсів, і будівництво планується почати в 2021 році. Ракетний космодром вартістю 110 мільйонів доларів буде використовуватися для запуску комерційних супутників у космос з метою до восьми запусків на рік. Майданчик буде включати в себе центр управління висотою 10-15 метрів і установку для складання ракет, а також стартовий майданчик, розташований в 2,4 кілометрах, з'єднаний спеціальною залізничною системою для транспортування ракет. Це буде єдиний діючий космодром в Канаді після відмови від ракетного дослідницького полігону Черчілля у 1990-х роках і перший комерційний космодром для орбітальних запусків в країні Передбачається, що для завершення будівництва космодрому буде потрібно три або чотири роки.
Пропонований космодром знаходиться приблизно в 3,5 км на південь від Кансо на 45°18′13″ пн. ш. 60°58′58″ зх. д. / 45.303559° пн. ш. 60.982891° зх. д..
24 березня 2023 року, згідно повідомлення головного операційного директора компанії MLS Харві Доан, було здійснено заливку першого бетону майданчика Phase I, який є частиною космодрому Нова Шотландія, першого в Канаді комерційного пускового комплексу.

## Послуги
MLS сподівається запускати вісім ракет щорічно з двома варіантами запуску на південь. Варіант 1 — запуск на сонячно-синхронну орбіту між 600—800 км для невеликих супутників з корисним навантаженням до 3350 кг за 45 мільйонів доларів США. Варіант 2 — запуск на низьку навколоземну орбіту, на висоті менше 600 км, який дозволить вивести корисне навантаження до 5000 кг також за 45 мільйонів доларів США.

## Ракети
MLS буде спиратися на українські 2-ступеневі ракети «Циклон-4М», побудовані конструкторським бюро «Південне». Циклон-4М використовує першу ступінь, отриману від «Зеніту», що працює на чотирьох гасових двигунах РД-874 українського виробництва, і стек верхньої ступені, розробленої для оригінальної ракети Циклон 4. Очікується, що перший запуск Циклону-4М відбудеться в Кансо в 2023 році.